# Morton (Washington)
Morton je grad u američkoj saveznoj državi Washington. Prema popisu stanovništva iz 2010. u njemu je živjelo 1.126 stanovnika.